# Liste des maires de Mèze
Cet article dresse la liste des maires de la ville de Mèze (Hérault) depuis la Révolution française.
De 1789 à 1799,  les agents municipaux (maires) sont élus au suffrage direct pour 2 ans et rééligibles, par les citoyens actifs de la commune, contribuables payant une contribution au moins égale à 3 journées de travail dans la commune. Sont éligibles ceux qui paient un impôt au moins équivalent à dix journées de travail.
De 1799 à 1848, La constitution du 22 frimaire an VIII (13 décembre 1799) revient sur l’élection du maire, les maires sont nommés par le préfet pour les communes de moins de 5 000 habitants. La Restauration instaure la nomination des maires et des conseillers municipaux. Après 1831, les maires sont nommés (par le roi pour les communes de plus de 3 000 habitants, par le préfet pour les plus petites), mais les conseillers municipaux sont élus pour six ans.
Du 3 juillet 1848 à 1851, les maires sont élus par le conseil municipal pour les communes de moins de 6 000 habitants.
De 1851 à 1871, les maires sont nommés par le préfet, pour les communes de moins de 3 000 habitants et pour 5 ans à partir de 1855.
Depuis 1871, les maires sont élus par le conseil municipal à la suite de son élection au suffrage universel (sous le Gouvernement de Vichy, les maires des villes d'une certaine importance sont nommés et non pas élus. En général, ils furent choisis parmi d'anciens hauts fonctionnaires. Ce fut le cas pour Thomas Bessière, maire de 1941 à la Libération.

## Liste des maires
| Période           | Période                                                           | Identité | Étiquette                               | Qualité |
| ----------------- | ----------------------------------------------------------------- | --- | --------------------------------------- | --- |
| 1790              | 1791                                                              | Benoît-Etienne Mathieu |                                         | |
| 1791              | 1792                                                              | Jean-Antoine Fraisse |                                         | |
| 1792              | An III                                                            | Benoît-Etienne Mathieu |                                         | |
| An III            | An V                                                              | ? Boule |                                         | |
| An V              | An VI                                                             | ? Laurens |                                         | |
| An VI             | An VII                                                            | Jean Magne ; ? Boule ; ? Bouyela                                                                                                |                                         | |
| An VII            | An VIII                                                           | ? Thomas |                                         | |
| An VIII           | 1807                                                              | Jean-Antoine Fraisse |                                         | |
| 1807              | 1815                                                              | Michel Privat |                                         | |
| 1815              | 1817                                                              | Joseph Jacques Charles de Bories                                                                                                |                                         | Avocat du Roy au présidial de Valence. 1er suppléant de la Justice de Paix sur le canton de Mèze. |
| 1817              | 1820                                                              | Pierre Ronzier |                                         | |
| 1820              | 1828                                                              | Louis-Marie Charamaule |                                         | Propriétaire, notaire. |
| 1828              | 1840                                                              | François Bouliech |                                         | |
| 1840              | 26 février 1848                                                   | Joseph Jacques Charles de Bories                                                                                                |                                         | Avocat du Roy au présidial de Valence. 1er suppléant de la Justice de Paix sur le canton de Mèze. |
| 26 février 1848   | 24 août 1848                                                      | ? Santy (Pt Con. Mle) |                                         | |
| 24 août 1848      | 4 septembre 1849                                                  | Hippolyte Bouliech |                                         | |
| 4 septembre 1849  | 3 décembre 1849                                                   | Frédéric de Girard |                                         | |
| 3 décembre 1849   | 6 mai 1850                                                        | Jules Molinier |                                         | |
| 6 mai 1850        | 1er avril 1851                                                    | François Besse |                                         | |
| 1er avril 1851    | 11 décembre 1851                                                  | Sylla Lacroix |                                         | |
| 11 décembre 1851  | 24 août 1859                                                      | Constantin Bouliech |                                         | |
| 24 août 1859      | 26 août 1865                                                      | Adrien Lonjon |                                         | |
| 26 août 1865      | 11 septembre 1870                                                 | Gustave Privat |                                         | Propriétaire. Conseiller général du canton de Mèze (1864-1871). |
| 11 septembre 1870 | 22 février 1874                                                   | Antonin Bouliech | Républicain Rad.                        | Négociant. Conseiller général du canton de Mèze (1871-1906). |
| 22 février 1874   | 10 mai 1876                                                       | Émile Molinier |                                         | |
| 10 mai 1876       | 23 mai 1876                                                       | Jean-Baptiste Allègre, |                                         | |
| 23 mai 1876       | 19 février 1878                                                   | François Besse (par délégation spéciale)                                                                                        |                                         | |
| 19 février 1878   | 23 juillet 1878                                                   | Benjamin Durand |                                         | |
| 23 juillet 1878   | 30 avril 1880                                                     | Jean-Baptiste Allègre |                                         | |
| 30 avril 1880     | 10 mai 1882                                                       | Émilius Beaumadier |                                         | |
| 10 mai 1882       | 6 janvier 1885                                                    | Jean-Baptiste Allègre |                                         | |
| 6 janvier 1885    | 11 novembre 1885                                                  | Vincent Germain |                                         | |
| 11 novembre 1885  | 1er juin 1887                                                     | Jean-Baptiste Allègre |                                         | |
| 1er juin 1887     | 15 mai 1892                                                       | Guillaume Gros |                                         | |
| 15 mai 1892       | 21 juin 1901                                                      | Paulin Arnaud |                                         | |
| 21 juin 1901      | 12 mai 1904                                                       | Paul Enteric |                                         | |
| 12 mai 1904       | 18 mai 1912                                                       | Baptiste Guitard | Républicain Socialiste Défense viticole | Conseiller général du canton de Mèze (1907-1913). |
| 18 mai 1912       | 24 juillet 1921                                                   | Paul Enteric | Radical                                 | Conseiller général du canton de Mèze (1913-1925). |
| 24 juillet 1921   | 16 juillet 1922                                                   | Louis Brun |                                         | |
| 16 juillet 1922   | 21 février 1923                                                   | Délégation spéciale : Camille Fraisse ; Charles Poujol ; François Vailhe.                                                       |                                         | |
| 21 février 1923   | 17 mai 1925                                                       | Julien Granal |                                         | |
| 17 mai 1925       | 5 avril 1941                                                      | Méril Poujade | Parti radical                           | Conseiller général du canton de Mèze (1925-1937) |
| 5 avril 1941      | 29 août 1944                                                      | Thomas Bessière | Président de la délégation spéciale     | Tonnelier, négociant en vin. Nommé conseiller général en 1942. |
| 29 août 1944      | 31 octobre 1947                                                   | Henri Bessède | SFIO                                    | Propriétaire exploitant, viticulteur. Militant socialiste et syndicaliste agricole. Conseiller général du canton de Mèze (1937-1940, puis 1945-1951). Membre du Comité départemental de Libération, président de la FDSEA et de la fédération des caves coopératives viticoles. |
| 31 octobre 1947   | 21 mars 1971                                                      | André Montet | Parti radical                           | Conseiller général du canton de Mèze (1951-1972). |
| 21 mars 1971      | 13 mars 1977                                                      | Georges Jean | Sans étiquette                          | Instituteur, professeur de Français et d'Histoire-Géographie au collège de Mèze. |
| 13 mars 1977      | 11 mars 2001                                                      | Yves Piétrasanta | Les Verts                               | Chercheur, professeur à l'École supérieure de chimie de Montpellier Député européen (1999-2004). 1er adjoint au maire de Mèze (2001-2018). Conseiller municipal de Mèze (1971-1977, puis 2018-2019). Conseiller général du canton de Mèze (1972-2001). Conseiller régional (1986-1998 et 2004-2015). Vice-président du conseil régional (2010-2015). Président du Syndicat intercommunal du nord du bassin de Thau (1977-2001) Président de la Communauté de communes du Nord du Bassin de Thau (2001-2017). |
| 11 mars 2001      | 27 octobre 2001                                                   | Yvon Pibre |                                         | Enseignant, directeur de l'école Clemenceau (1994-1997). Premier adjoint au maire de Mèze (1995-2001). |
| 27 octobre 2001   | 22 octobre 2021 (élection annulée en appel par le Conseil d'État) | Henry Fricou | Divers                                  | Chargé d'affaires au Ministère de la Défense. Vice-président de Sète Agglopôle Méditerranée (2017-2021). |
| 22 octobre 2021   | 5 décembre 2021                                                   | Délégation spéciale désignée par le Préfet : Michel Recor (président) ; Didier Alric (vice-président) ; Wanda Fantino (membre). |                                         | Administrateur général des Finances publiques honoraire ; Attaché principal de préfecture honoraire ; Attachée principale de préfecture honoraire. |
| 5 décembre 2021   | En cours                                                          | Thierry Baëza | Génération écologie                     | Agriculteur, viticulteur, apiculteur. Jouteur. Vice-président de Sète Agglopôle Méditerranée (depuis 2021). |

## Commentaires et statistiques
- Les mandats les plus longs ont été exercés par : André Montet et Yves Piétrasanta (24 ans chacun), Henry Fricou (20 ans), Méril Poujade (16 ans).
- Le mandat le plus court a été exercé par Jean-Baptiste Allègre : 13 jours en 1876.
- Jean-Baptiste Allègre a été 4 fois maire de façon non consécutive.
- La famille Bouliech a donné 4 maires : François (1828-1840), Hippolyte (1848-1849), Constantin (1851-1859), Antonin (1870-1874).